# تيسير بركات
تيسير بركات (1950- ) فنان تشكيلي فلسطيني، مواليد مخيم جباليا في قطاع غزة، حصل على درجة البكالوريوس تخصص تصوير من كلية الفنون الجميلة من جامعة حلوان - الإسكندرية عام 1983. يقيم في رام الله ويعمل مدرسا للتربية الفنية في مدارس وكليات وكالة الغوث. عضو في رابطة الفنانيين الفلسطينيين منذ العام 1984، وعضو في جماعة التجريب والإبداع و من مؤسسي مركز الواسطي للفنون في القدس.

## رؤيته الفنية
تجسّد رؤيته حالة ذهنيّة فيها خروج وإنطلاق من حالة السكوت الى حالة الحركة والديناميكية، حيث تظر في أعماله العديد من التراكيب المؤثرة والمتشابكة مع واقع اللاجئ الذي يعيش ي سياق ظروف قاهرة تتمثّل بالإحتلال، وعلى قدرة الإنسان على التحدّي والعمل في سبيل حركة الحياة، معتمدا في أعماله على السرد والقصة من خلال لوحات فنية تعكس روحًا تفيض بالفكر الحالم المتطلّع دائمًا للابتكار وإلى عناق الإنسان الوجدانيّ مع أخيه الإنسان.

## المعارض الفنية
شارك في عدة معارض فنية شخصية وجماعية في فلسطين والعالم منها:
- معرض دير غسانة – رام الله، 1984.
- بير زيت – رام الله، 1985.
- القدس ، الناصرة ، كفر ياسيف 1986.
- إيطاليا عام 1987.
- معرض بينالي ساو باولو الدولي عام 1997.
- معرض النمسا عام 2006.
- دمشق عام 2010.
- بينالي الإسكندرية عام 1989.
- روما (1989-1996).
- متحف الفن الحديث في ستوكهولم عام 1996.
- معرض مقر الأمم المتحدة في نيويورك عام 1997.
- معهد العالم العربي في باريس عام 2000.
- بينالي الشارقة عام 2003.